# Sprint (løbesport)
Sprint er en konkurrence over kort distance. Udtrykket bruges på tværs af mange idrætsgrene.
I atletik-sammenhænge er der tale om de korte distancer: 100m, 200m og 400m. Sprint-distancerne har været på det olympiske program siden starten i 1896 og 100 meter-distancen anses normalt for at være en af de mest prestigefyldte idrætsgrene.